# Матабесики
Матабесики (на английски: Mattabesic) е термин, който се прилага съвсем произволно, за да опише една група от редица независими северноамерикански индиански племена, споделящи общи език, обичаи и култура, и живеещи в западен Кънектикът, главно между реките Кънектикът и Хусатоник. Самото име матабесики е взето от името на едно от селата на тази група, намиращо се на река Кънектикът, близо до днешния Мидълтаун.

## Култура
Макар че често тези племена се споменават като конфедерация, те никога не са били свързани политически помежду си. Всяко от племената, имащо от едно до няколко села е напълно независимо и властта на техните наследствени вождове е ограничена в рамките на самото племе. Тази политическа организация е типична за всички крайбрежни алгонкини, от Канадските Малритимс до Северна Каролина. Силните, организирани конфедерации като тези на нарагансет, пекуот, мохеган и Поухатан са изключение. Липсата на централизирана власт показва, че тези народи живеят от дълго време мирно и нямат нужда от сложни политически структури.
Земеделието като при останалите народи в южна Нова Англия играе първостепенна роля. През лятото хората засаждат културите си в долините на реките и след прибирането на реколтата се местят в отделни райони богати на дивеч и риба. Селата им са малки и неукрепени.

## Племена и села
През 1600 г. вероятно около 10 000 матабесики живеят в най – много 60 села, от което може да се заключи, че населението на отделните племена е не повече от по 500 души.
Всички племена матабесики говорят общ език – куирипи, алгонкински R – диалект, идентичен с диалектите на метоаките в централен Лонг Айлънд и уапингър в долното течение на река Хъдсън.
- Хамонасет – на устието на река Хамонасет в 4 села – Пашесок, Патакуасак, Патакуонк и Посилуг.
- Масако – в близост до Саймсбъри и Кентън в 2 села – Масако и Уятиг разположени на река * Фармингтън. Племето е свързано с пекуот.
- Менункатук – в едно село със същото име на брега на морето, близо до Гилфорд. Свързани с пекуот.
- Поугусет -
- Пиакуанок -
- Покуанок – от западната страна на река Кънектикът, близо до Уиндзър Локс. Съюзници на покумтук след 1650 г.
- Подунк -
- Потатук -
- Сикаог (Сокиог, Сукианг) – в едно село с името Сукинук в днешния Хартфорд. Съюзници на покумтук след 1650 г.
- Тунксис -
- Уангунк (Удагунк, Уонгунк) – от двете страни на река Кънектикът, между Хартфорд и Хейдъм в 9 села – Кокапонсет, Когинчоуг, Косонакук, Мачамодус, Матианук, Матабесик, Матакомакок, Покосет и Пикуаг (Пикуанг).
- Уиантинок (Индианци Ню Милфорд, Оуантенкок, Оуиантинук, Уиантинек, Уауиачтенок) – в долината на река Хусатоник, над Данбъри в три села – Пакуиок, Уиантинок и Уарамуг.
- Куинипиак (Куирипи) – в района на залива Ню Хейвън и по реките вливащи се в него в 5 села – Мотунск, Миунктук, Монтоуеса, Куинипиак и Тотокет.[1]

## История
Скрити зад Лонг Айлънд, племената матабесики нямат контакт с европейците до около 1610 г., когато холандците пристигат да изследват южния бряг на Нова Англия. Холандските търговци първо се срещат с поугусет и пиакуанок при устието на Хусатоник. От 1622 г. вече има постоянен холандски пост в Хартфорд и търговците търгуват свободно с всички племена в Кънектикът. Пекуотите обаче имат друг поглед върху нещата. Решени да доминират търговията в региона постепенно подчиняват матабесиките, живеещи в близост до Хартфорд, след което се справят с метоаките на Лонг Айлънд и с нипмуките. През 1633 г. Бостънските търговци основават пост в Уиндзър, който се намира на север от холандския пост и британците започват да улавят всички кожи идващи по реката. За да решат проблема холандците купуват земя от пекуотите, която всъщност е на матабесиките и построяват нов пост. През 1635 англичаните контрират с укрепен пост при устието на Кънектикът като по този начин отрязват холандците. Заселването на Кънектикът от англичаните започва на следващата година. Много от матабесиките по реката, както и една фракция на пекуотите, която впоследствие ще се отдели от тях, за да се превърне в новото племе мохеган, приветстват англичаните като освободители от подтисничеството на пекуот. Междувременно племената в Кънектикът са поразени от епидемия от едра шарка започнала през 1633 г. в Масачузетс. Пренебрегвайки загубите от епидемията и отделянето на мохеганите, решени да запазят старото статукво, пекуотите атакуват английските селища по реката. Ответният удар на англичаните през лятото на 1636 г. води до избухването на Войната пекуот следващата пролет. Въпреки загубите от епидемията и отцепването на мохеганите, пекуотите все още контролират 26 от местните племена и представляват голяма сила. През май 1637 г. обединените англичани, мохегани и нарагансет унищожават основното село на пекуот, убивайки над 700 от тях. След това клане много матабесики, нипмуки и метоаки напускат пекуот и минават на страната на англичаните. Оцелелите пекуоти са принудени да търсят спасение в холандските селища на река Хъдсън. Някои от тях отиват да живеят при пиакуаноките. На 13 юли 1637 г. англичаните и съюзниците им мохегани обкръжават селото на пиакуаноките. В последвалата битка 20 пекуоти са убити, а около 60 успяват да избягат. На 200 пиакуаноки е разрешено да се отдалечат мирно. Войната пекуот завършва с почти пълното унищожение на пекуотите и вече няма пречка за разпространението на английските селища в долината на Кънектикът.
След войната матабесиките са доволни, че са се отървали от пекуотите, но не предполагат че просто ще заменят един агресор с друг, много по – лукав и лош. С подкрепата на англичаните мохеганите постепенно подчиняват всички племена в региона, а след поражението на нарагансетите стават доминиращо племе в южна Нова Англия. Малобройните племена на матабесиките са безпомощни срещу съюза на англичаните и мохеганите. През 1643 – 1645 г. някои племена на западните матабесики се присъединяват към уапингър във войната им срещу холандците на Хъдсън. С помощта на мохеганите и англичаните, холандците успяват да потушат въстанието. По време на тази война над 1600 уапингър и техни съюзници са убити. След въстанието много малко матабесики са готови да оспорват властта на англичаните и мохеган. Мохеганите подчиняват масако през 1654 г. и впоследствие продават земите им на англичаните. Няколко групи матабесики, живеещи близо до границата с Масачузетс като неуаше, пескантук, покуанок и сикаог се опитват да се присъединят към покумтуките в западен Масачузетс, които в този момент са във война с мохоките. Когато накрая мохоките принуждават покумтуките да се откажат от река Кънектикът през 1665 г., много от съюзниците им матабесики бягат заедно с тях при абенаките на север.
Много от племената в централен Кънектикът, които живеят мирно се установяват по река Хусатоник, където се смесват с поугусет. Други групи се събират в смесени общности близо до Фармингтън. По време на Войната на крал Филип (1675) матабесиките не взимат участие, с изключение на някои войни подунк. След въстанието от матабесиките в Кънектикът остават около 1000 общо. Половината от тях са част от племената Хусатоник (поугусет, пиакуанок, потатук и уиантинок). През 1680 г. за тях са създадени резерватите Шелтън и Ориндж.
През следващия век почти всичката земя на матабесиките преминава в ръцете на англичаните. Между 1680 и 1750 г. измамите, тормоза и посегателствата от страна на белите принуждават много от матабесиките да напуснат. Някои се преместват на север близо до Рединг, а една група – рамапо се озовава в планините на Ню Джърси, където живеят и до днес. През 1714 и 1735 г. поугусет продават земята в резервата Шелтън (Горам Хил).
Източните групи матабесики – хамонасет, менункатук, куинипиак, подунк, тунксис и уангунк, които успяват да избегнат асимилацията от страна на мохеганите и покумтуките се събират близо до Фармингтън. До 1770 г. това става една смесена християнска общност, който става известна като Индианците Брадъртън. По – късно към тях се присъединяват някои мохегани, пекуоти, ниантики, масачузет, нарагансет и метоаки, както и някои поугусет. През 1788 г. по покана на онайда 250 от тези индианци Брадъртън се преместват в Ню Йорк.
На запад от река Кънектикът и на север от селищата Фейърфилд и Стратфорд, уиантиноките и потатук остават изолирани от цивилизацията до 1700 г. След това са принудени да продадат почти всичката си земя. Уиантинок продават първото парче през 1703 г., а потатук през 1705 г. Към 1729 г. уиантинок продават почти всичко.
През 1731 г. голяма група пиакуанок и поугусет напускат резервата Ноугатук и се преместват при уиантинок в селото Шагтикок на река Хусатоник. През следващите години Шагтикок става убежище за християните от западните групи матабесики – поугусет, пиакуанок, потатук и уиантинок. Останалите групи, които все още са традиционалистки остават да живеят в Ноугатук, Голдън Хил и Търки Хил. От 1740 г. Шагтикок има смесено население от 600 души, но жителите му не са доволни от мисионерите и се обръщат към моравските братя в Шекомеко, Ню Йорк. През 1743 г. в Шагтикок е основана моравска мисия. Моравските братя не са добре дошли в Кънектикът. През 1752 г. Кънектикът официално създава резервата Шагтикок, за да предпази индианците, но това не спира посегателствата от страна на белите. През 1758 1759 г. потатук продават и последната си земя и се преместват в Шагтикок. През 1762 г. някои потатук напускат и отиват на север в Стокбридж при мохиканите. През 1822 г. Стокбридж, Брадъртън и повечето онайда се преместват в северен Уисконсин, където живеят и днес. Междувременно някои шагтикок мигрират в Пенсилвания, но през 1790 г. някои от тях се връщат обратно. През 1798 г. населението на Шагтикок е само 67 души, а през 1801 г. падат до 35, които все още притежават резервата от 1500 акра. Заради малкото население щата Кънектикът поема управлението на земите на резервата и постепенно размерът му е намален до настоящите 400 акра. Днес около 300 потомци на потатук, уиантинок, тунксис, подунк и други живеят в резервата Шагтикок. Още около 100 потомци на поугусет и пиакуанок живеят в резервата Голдън Хил (106 акра).